# Hecalus montanus
Hecalus montanus är en insektsart som beskrevs av Ball 1900. Hecalus montanus ingår i släktet Hecalus och familjen dvärgstritar.

## Underarter
Arten delas in i följande underarter:
- H. m. continuus
- H. m. planus